# Henri Pélissier
Henri Pélissier, francoski kolesar, * 22. januar 1889, Pariz, † 1. maj 1935, Dampierre, Yvelines.
Pélissier je bil zmagovalec Toura 1923. Zaradi njegove že kar legendarne žilavosti so ga že pred prvo svetovno vojno prištevali med izstopajoče osebnosti »herojskega obdobja kolesarjenja«. Pélissier je bil zaradi svoje uporniške narave in vročekrvnosti v dolgoltnem sporu z ustanoviteljem Toura Desgrangeom.
Profesionalno kolesarsko pot je začel leta 1911. Še pred vojno je imel nakopičenih več pomembnih zmag, vključno z zmago na enodnevni dirki Milano-San Remo (1912) in tremi etapnimi zmagami na Touru 1914. Po vojni je nadaljeval s tekmovanji in zmago na dirki Pariz-Roubaix 1919. Pred to dirko v letu 1921 sta Henri in njegov brat Francis zahtevala od svojih sponzorjev več kot le majhno nagrado, ki so jo tekmovalci po navadi prejemali. Njuno zahtevo so zavrnili tako, da sta se odločila nastopati kot samostojna brez podpore ekipe. Desgrange je pri tem zagotovil, da se nikoli več ne bosta pojavila na naslovnici njegovega časopisa l'Auto, vendar je moral ob Henrijevem zmagoslavju
besedo požreti. Po naslednjem prepiru leta 1923 je Desgrange napisal, da »Pélissier nikoli ne bo dobil Toura, ker ne zna trpeti«. Še istega leta ga je Henri demantiral s skupno zmago na Touru, kar je bila sploh prva francoska zmaga na tej dirki po letu 1911. Naslednjega leta se je Henri umaknil s Toura že v tretji etapi po protestu zaradi kazni, za katero je menil, da je bila izrečena neupravičeno. V intervjuju je ponovno protestiral zaradi nemogočih razmer na Touru in dejal, da »z njimi ravnajo kot z živalmi v cirkusu.« Novinar Albert Londres si je pri tem izmislil izraz »ujetniki na cesti«, ki je bil od takrat dalje uporabljan za kolesarje.
Pélissier je bil razvpit po tem, da je bil prepirljiv in vročekrven, pogosto je dražil svoje nasprotnike in druge udeležence na dirkah. Po upokojitvi leta 1928 se je njegovo življenje zaradi bojevitosti hitro poslabšalo. Leta 1933 je žena Léonie, razočarana nad življenjem z njim, naredila samomor. Dve leti kasneje ga je njegova nova spremljevalka Camille Tharault po tem, ko jo je ob sporu urezal z nožem, ustrelila do smrti.
«Nimate pojma, kaj je Tour de France. Ali veste, kako lahko vztrajamo? Poglejte, to je kokain, kloroform tudi. In tablete? Želite videti tablete? Tukaj so tri škatle - Dirkamo na dinamitu.« Henri Pélissier, po umiku s Toura 1924.
Navedek »na kratko, dirkamo na dinamitu« je prav tako pripisan Henrijevemu bratu Francisu (1894-1959), dvakratnemu zmagovalcu dirke Bordeaux-Pariz kot tudi zmagovalcu dveh etap Toura. Mlajši brat Charles Pélissier (1903-1959) je bil prav tako etapni zmagovalec na Touru.

## Dosežki
- 1911

Giro di Lombardia, 1. mesto
Giro di Romagna-Toscana, 1. mesto
Milano-Torino, 1. mesto
- 1912

Milano-San Remo, 1. mesto
Ronde van België, 1. mesto v 1. in 4. etapi, skupno 2. mesto
- 1913

Giro di Lombardia, 1 mesto
Tour de France, 1. mesto v 3. etapi, odstopil v 6. etapi
- 1914

Tour de France, 1. mesto v 10., 12. in 15. etapi, skupno 2. mesto
- 1917

Trouville-Pariz, 1. mesto
- 1919

državno prvenstvo Francije v cestni dirki, 1. mesto
Pariz-Roubaix, 1. mesto
Bordeaux-Pariz, 1. mesto
Tour de France, 1. mesto v 2. etapi, odstopil po 4. etapi
- 1920

Circuit des Champs de Bataille, 1. mesto
Giro di Lombardia, 1. mesto
Nica-Mont Agel, 1. mesto
Pariz-Bruselj, 1. mesto
Tour de France, 1. mesto v 3. in 4. etapi, odstopil v 5. etapi
- 1921

Nica-Mont Agel, 1. mesto
Pariz-Roubaix, 1. mesto
- 1922

Circuit de Paris, 1. mesto
Nica-Mont Agel, 1. mesto
Pariz-Nancy, 1. mesto
Pariz-Tours, 1. mesto
- 1923

Tour de France  skupno 1. mesto, 1. mesto v 3., 10. in 11. etapi
- 1924

Vuelta Ciclista al País Vasco, 1. mesto v 2. etapi, skupno 1. mesto